# Swervedriver
Swervedriver es una banda británica de rock alternativo que empezó su actividad a principios de los 90. Fue asociada inicialmente con el movimiento shoegazing. Sin embargo, sus tendencias al sonido hard rock les quitaron la etiqueta de shoegaze y se les empezó a asociar con el movimiento grunge, proveniente del noroeste de Estados Unidos. Algunos críticos musicales les consideraron la respuesta británica al grunge. Dejando de lado las etiquetas, el grupo mezclaba multitud de guitarras distorsionadas con sonidos provenientes de la psicodelia, unido con letras místicas que habitualmente alababan el nihilismo que se encierra en el espíritu romántico de los amantes de los coches deportivos, las carreras de coches y la carretera en general.

## Historia

### Los primeros días
Formados en Oxford el año 1984 con el nombre Shake Appeal, que venía de una canción de una de sus principales influencias, The Stooges. Formado por el vocalista y guitarrista Adam Franklin y Jimmy Hartridge, el cantante Graham Franklin (hermano de Adam), el bajista Adi Vines y el batería Paddy Pulzer; Shake Appeal reprodujo los sonidos del garage rock americano de finales de los años 1960 y primeros 1970. En esa época el grupo compuso lo que se convertiría el primer clásico de Swervedriver, "Son of Mustang Ford", sin embargo, después de unos pocos años la banda pareció descomponerse cuando Graham y Paddy decidieron abandonar la banda.
El resto de componentes ficharon al batería Graham Bonnar, pero por ese tiempo el sonido del grupo mutó drásticamente bajo la influencia del sonido de guitarras de bandas americanas como Dinosaur Jr. y Sonic Youth. Así pues, con una nueva formación y un nuevo sonido llegó el nuevo nombre, Swervedriver. Sus compañeros de ciudad y de estilo musical Ride pasaron su maqueta regrabada de "Son of Mustang Ford" a Alan McGee de Creation Records; quién, como la leyenda cuenta, puso la cinta por primera vez mientras cruzaba las calles de Los Ángeles en una limusina. La experiencia le hizo fichar a la banda inmediatamente.

### Primer álbum y posible ruptura
Mezclando la saturada ambientación del género shoegazing(con las guitarras muy distorsionadas), y con letras normalmente relacionadas con coches y escapismo, el grupo debutó con una serie de EP: "Son of Mustang Ford", "Rave Down" y "Sandblasted"; antes de publicar su álbum debut "Raise" en 1991. En 1992, Bonnar abandonó la banda en la frontera canadiense con menos de media docena de fechas en su gira como cabezas de cartel por Estados Unidos El gestor de la gira, Phil Ames, llamó a Danny Ingram de Washington D. C. para tocar la batería por el resto de fechas por EE. UU. y una corta gira por Japón. En vez de suplicar a Bonnar de manera permanente, la banda solicitó a Ingram mudarse a Londres para la gira por Europa y Reino Unido. En 1993, el grupo - con Ingram todavía en la batería - hizo una gira por EE. UU. como teloneros de Soundgarden. Tras una aparición en el festival Huldstfred en Suecia, Vines dejó Swervedriver para formar la banda heavy metal Skyscraper. El último trabajo que se lanzó con la formación inicial fue el EP "Never Lose That Feeling", que muchos fanes interpretaron como el final de Swervedriver.

### Publicación de Mezcal Head
Pero en 1993, Swervedriver resucitó con un nuevo álbum, "Mezcal Head", aclamado por la crítica. El grupo tuvo como núcleo al guitarrista Franklin y a Hartridge, junto con el nuevo batería reclutado, Jez. Si "Raise" fue un álbum que mostraba, sobre todo, su amor por la rebeldía americana de la generación beat y el grunge, haciendo hincapié siempre en la libertad que evocaba la autopista, "Mezcal Head" fue más de lo mismo, pero con una producción titánica (como el mítico disco shoegaze de My Bloody Valentine, Loveless). Fue lanzado en IMAX, y con sonido Dolby Surround. La producción y, con ello, el sonido general, mejoró ampliamente respecto a su antecesor, y este álbum les dio su más famoso sencillo, "Duel", presentado como una de las primeras canciones del género shoegazer. El álbum mantiene una conexión permanente con sus fanes americanos, que les hicieron mucho más famosos allí que en su país nativo. Durante esta época, la cara b "The Hitcher" que se publicó en el EP "Last Train to Satanville" es considerada una de las favoritas de los fanes.

### Ejector Seat Reservation y el Britpop
1994 comenzó con la incorporación de un nuevo bajista Steve George, junto con una gira extensa por Estados Unidos (teloneando a The Smashing Pumpkins), Japón y Europa. A pesar de la proyección de la gira, en aquel momento el género shoegazing, en Reino Unido, estaba muerto, sustituido por un movimiento más popular, el Britpop, capitaneado por bandas como Oasis o Blur. Debido a ese contexto, Creation Records despidió a la banda del sello justo una semana después de la publicación en Reino Unido en 1995 de su álbum "Ejector Seat Reservation". Este disco nunca fue publicado en EE. UU. donde seguramente hubiera seguido la estela de su anterior disco, pues la crítica aceptó unánimemente que este trabajo era igual o superior al anterior. Este nuevo álbum fue otro paso adelante para la banda, que no se quedó en ningún momento con un sonido invariable, e incorporó una amplísima gama de influencias desde A Hard Day's Night hasta The Chocolate Watchband. A pesar de que Swervedriver jamás tuvo malas críticas, ni por su punto de vista ideológico y menos aún por su música, el hecho de no tener el apoyo de una discográfica condenó este trabajo al fracaso comercial. Para los fanes, este fue el principio del fin, el inicio de una larga serie de problemas con compañías de discos, la llamada "maldición de Swervedriver con las discográficas". 

### Los últimos años
En 1996, Swervedriver tuvo la suerte de firmar con Geffen Records un contrato importante que les permitiría grabar varios discos, por lo que poco después comenzó la grabación de su cuarto álbum. No obstante, su contrato se hizo añicos cuando, en una reducción de personal de la empresa, su representante A&R ("Artists & Repertorie") fue despedido. Una vez concluyó la batalla legal, la banda fue compensada con su propio estudio de grabación junto con el álbum acabado, sin embargo esto se convirtió en un condicionante mayor. Su cuarto y último álbum, "99th Dream", fue publicado finalmente en 1998 tras firmar con Zero Hour Records en EE. UU. Este continuaba la evolución que comenzó con "Ejector Seat Reservation". Aunque tenían mucho menos del grunge de la primera época, mantenían sus riffs de guitarra suntuosos y psicodélicos, unidos a las letras y voces ahogadoras de Franklin. El grupo añadió un mayor rango de influencias musicales, por ejemplo, el nombre de la canción "99th Dream" se escribió como una precuela a la canción de Bob Dylan, "115th Dream". Hubo una exitosa gira por EE. UU., Reino Unido y Australia pero no fue más importante que para el tradicional (y reducido) culto de seguidores.
El EP "Wrong Treats" publicado en 1999 se convertiría en su último trabajo como grupo cohesionado, ya que anunciaron ese mismo año un paro que dura hasta hoy. Adam Franklin continúa publicando discos bajo su nueva banda, Toshack Highway.
En 2005, Castle Music publicó una antología de Swervedriver titulada "Juggernaut Rides" que contenía 33 canciones, incluyendo muchas canciones sólo disponibles en EP y otras inéditas.
En 2007 se editó un álbum en solitario de su frontman Adam Franklin, llamado "Bolts of Melody".
En marzo de 2015 se editó un nuevo álbum de la banda, llamado "I Was Born to Lose You", al que le sigue una gira de presentación por los Estados Unidos y Gran Bretaña. Además de Adam Franklin y Jimmy Hartridge, componen la alineación actual el bajista Steve George y el baterista Mikey Jones.
En enero de 2019 se editó el sucesor de "I Was Born to Lose You" llamado "Future Ruins" al que actualmente los mantiene de gira por los Estados Unidos. En la alineación oficial se encuentra Mick Quinn ex Supergrass el cual también, grabó el álbum de estudio.

## Origen del nombre
Cómo Swervedriver asentó su nombre ha sido un tema de debate, entre sus fanes, durante muchos años. En las entrevistas en las que les preguntaban por esta cuestión, la banda simplemente respondía que era simplemente un nombre; como The Beatles eran simplemente un nombre (en referencia a la simple respuesta dada en las primeras entrevistas de la banda de Liverpool). Sin embargo Adam Franklin una vez había mencionado que a la banda le gustaba la connotación de un conductor rápido, girando bruscamente y finalmente perdiendo el control de sus coches.

## Discografía

### Álbumes de estudio
- Raise (1991)
- Mezcal Head (1993)
- Ejector Seat Reservation (1995)
- 99th Dream (1998)
- Juggernaut Rides 1989-1998 (2005) - 2 CD set
- I Wasn't Born To Lose You (2015)
- Future Ruins (2019)

### Sencillos y EP
- Son of Mustang Ford (1991)
- Rave Down (1991)
- Sandblasted (1991)
- Reel To Real (1991)
- Never Lose That Feeling (1993)
- Duel (1993)
- Last Train To Satansville (1993)
- My Zephyr (1994)
- Magic Bus (1994) - para la banda sonora Day Tripper
- Last Day on Earth (1995)
- Swervedriver / Sophia Split (1996)
- 93 Million Miles From the Sun ... and Counting (1997)
- Space Travel Rock 'n' Roll (1998)
- Wrong Treats (1999)